# Ovozomus
Genre
Ovozomus est un genre de schizomides de la famille des Hubbardiidae.

## Distribution
Les espèces de ce genre se rencontrent aux Seychelles, à La Réunion, à Mayotte, au Sri Lanka, en Inde, en Australie et aux îles Cook.

## Liste des espèces
Selon Schizomids of the World (version 1.0) :
- Ovozomus lunatus (Gravely, 1911)
- Ovozomus peradeniyensis (Gravely, 1911)

## Publication originale
- Harvey, 2001 : The Schizomida (Arachnida) of the Seychelle Islands. Invertebrate Taxonomy, vol. 15, no 5, p. 681-693.